# Igrzyska krajów sprzymierzonych
Igrzyska krajów sprzymierzonych – międzynarodowe zawody sportowców - żołnierzy, które odbyły się w Vincennes na stadionie Stade Pershing między 22 czerwca, a 6 lipca 1919 roku. Wystąpiło w niej 1415 sportowców z 18 krajów, którzy rywalizowali w 19 dyscyplinach. Igrzyska zostały zorganizowane przez dowódcę Amerykańskiego Korpusu Ekspedycyjnego generała Pershiga i sfinansowane przez YMCA. Ceremonii otwarcia dokonali prezydent Francji Raymonda Poincaré i prezydent USA Thomas Woodrow Wilson.

## Udział Polaków
Polska została wprawdzie zaproszona, jednak ze względów na trwającą wojnę polsko-bolszewicką nie wzięła udziału w igrzyskach. Jedynym Polakiem który uczestniczył w zawodach był szermierz Alfred Staszewicz.

## Dyscypliny
| - Lekkoatletyka - Piłka nożna - Futbol amerykański - Baseball - Boks - Koszykówka - Bieg przełajowy - Jeździectwo - Golf - Wioślarstwo | - Szermierka - Piłka wodna - Zapasy - Przeciąganie liny - pływanie - Strzelectwo - Rugby union - Rzut granatem - Tenis ziemny |

## Klasyfikacja
| Kraj              | Punktów |
| ----------------- | ------- |
| Stany Zjednoczone | 120     |
| Francja           | 104     |
| Włochy            | 45      |
| Australia         | 41      |
| Belgia            | 27      |
| Kanada            | 18      |
| Czechosłowacja    | 16,5    |
| Portugalia        | 12      |
| Rumunia           | 6       |
| Nowa Zelandia     | 6       |
| Królestwo Serbii  | 3       |
| Wielka Brytania   | 2       |
| Królestwo Grecji  | 1       |